# Hyazinth Graf Strachwitz
Hyazinth Graf Strachwitz von Gross-Zauche und Camminetz (Groß Stein, 30 luglio 1893 – Winkl am Chiemsee, 25 aprile 1968) è stato un generale tedesco.
Ufficiale di nobili origini aristocratiche, dalla personalità affascinante e cavalleresca, ma anche dotato di indubbie qualità di energia e slancio, viene considerato tra i più capaci e celebri comandanti tedeschi di unità minori corazzate della seconda guerra mondiale.
Molto apprezzato tra le sue truppe, carismatico e coraggioso, venne soprannominato il "conte corazzato" (in riferimento al suo titolo nobiliare e al suo incarico nelle truppe corazzate) e fece mostra, soprattutto durante la durissima campagna sul fronte orientale, di notevoli capacità nella condotta di rapide e imprevedibili manovre alla testa dei suoi panzer ottenendo grandi risultati in alcune famose battaglie contro l'Armata Rossa.

Per questi brillanti successi, fu uno dei soli 27 soldati tedeschi a ottenere la seconda più alta decorazione al valore delle forze armate tedesche: la Croce di Cavaliere con Fronde di Quercia, Spade e Diamanti.

## Biografia

### I primi anni
Apparteneva ad un'antica famiglia aristocratica di origini polacche e pomerane della Slesia, di antiche tradizioni militari e forse discendente di San Giacinto, celebre santo polacco. Il futuro generale Strachwitz, passata la prima infanzia, fu mandato a studiare a Berlino, dove gli venne impartita una severa educazione militare consone al suo rango sociale ed entrò come ufficiale nel Reggimento della Guardia in cavalleria. Durante la prima guerra mondiale, il conte Strachwitz fu promosso tenente e insignito della Croce di Ferro dopo pochi mesi di combattimenti e fu poi catturato dai francesi, e tacciato come spia fu condannato a morte, pena poi commutata al carcere.
Dopo la capitolazione della Germania, Strachwitz tornò in patria e, promosso capitano, partecipò alla rivolta della Slesia contro il governo comunista al comando di un reggimento di cavalleria. Durante l'epoca di Hindenburg, ricoprì vari incarichi militari e fu infine trasferito nei nuovi reparti corazzati della Wehrmacht (le famose Panzerdivision) e promosso maggiore della riserva. Il conte Strachwitz non fu mai attratto dall'ideologia nazista e fu profondamente disgustato dal massacro della notte dei lunghi coltelli, ma nonostante ciò accettò vari comandi e partecipò alle invasioni della Polonia, dei Paesi Bassi e all'operazione Marita nei Balcani e nel maggio 1941 fu promosso colonnello.

### Sul fronte orientale con i panzer
Il conte Strachwitz ebbe un ruolo importante durante la fase iniziale dell'operazione Barbarossa, dove, al comando del II battaglione corazzato (II Abteilung) del Panzer-Regiment 2 appartenente alla famosa 16. Panzer-Division del generale Hans-Valentin Hube, si distinse nelle furiose battaglie di carri di Dubno (24-30 giugno 1941), dove i suoi carri armati contribuirono a respingere i confusi e improvvisati contrattacchi delle forze corazzate sovietiche; poi nella battaglia della sacca di Uman e quindi nella fulminea conquista del porto di Nikolaev (agosto 1941).
Queste abili e vittoriose azioni gli valsero la Croce di Cavaliere della Croce di Ferro, una delle massime onorificenze tedesche. In quegli anni ricevette dalle sue truppe, da cui era altamente stimato e apprezzato, il soprannome di "Der Panzergraf", cioè "il conte corazzato", e guadagnò grande prestigio tra le truppe corazzate del Terzo Reich.

Strachwitz ebbe grande merito anche nella vittoriosa seconda battaglia di Char'kov del maggio 1942, sempre alla testa dei suoi panzer del II Abteilung/Panzer-Regiment 2; nella successiva marcia verso Stalingrado, la 16. Panzer-Division fu spesso all'avanguardia delle forze tedesche della 6ª Armata del generale Friedrich Paulus, e Strachwitz guidò audacemente il suo reparto sempre più avanti nella sterminata steppa russa.

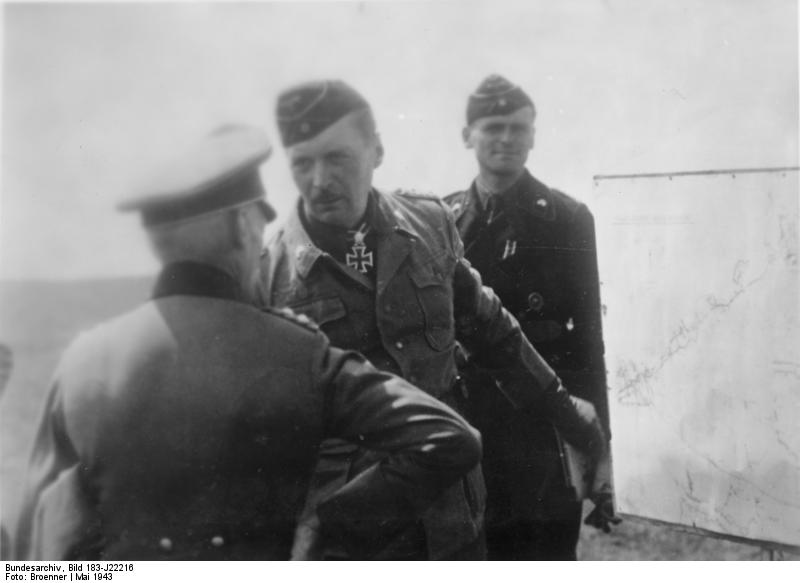
Il colonnello Strachwitz, comandante del reggimento corazzato della Panzergrenadier Division Grossdeutschland, nel maggio 1943 sul fronte orientale

Il 23 agosto 1942 furono i suoi carri armati che raggiunsero per primi il Volga a nord di Stalingrado dove però dovettero resistere all'immediato contrattacco sovietico, trovandosi in difficoltà. Nel settembre 1942, dopo un ultimo successo difensivo a nord di Stalingrado, Strachwitz venne richiamato in Patria, dopo aver ceduto il comando del suo battaglione al maggiore Bernd Freytag von Loringhoven, promosso oberst e assegnato al comando del nuovo Panzer-Regiment Grossdeutschland, il reparto corazzato in costituzione in Germania per la Panzergrenadier Division Grossdeutschland.
Il colonnello Strachwitz ritornò sul fronte sovietico nel drammatico inverno 1942-1943; alla guida del potente e ben equipaggiato reggimento corazzato della Grossdeutschland, ottenne nuovi brillanti successi durante la terza battaglia di Char'kov contribuendo a bloccare e respingere le forze sovietiche, apparentemente in irresistibile avanzata dopo la vittoriosa conclusione della battaglia di Stalingrado. In particolare, furono i panzer del conte Strachwitz che riconquistarono l'8 marzo 1943, in collaborazione con le truppe Waffen-SS del generale Hausser, gli importanti centri di Borisovka e Belgorod.
I suoi ripetuti successi gli valsero il grado di generalmajor e il grado onorario (rifiutato) di maggiore delle SS (sturmbannführer), gruppo militare da lui sempre disprezzato per la sua condotta.

### La fine della guerra
Nelle fasi finali del conflitto, Strachwitz ricoprì alcuni incarichi difensivi sul fronte orientale e dopo una serie di sconfitte, nell'aprile 1945 si arrese in Baviera alle truppe statunitensi. Assolto dall'accusa di crimini di guerra, restò comunque prigioniero degli americani per quattro anni, essendo stato uno dei fautori principali della guerra di conquista. Liberato, gli venne offerto un posto di ufficiale nell'esercito di Siria, che rifiutò preferendo rimanere in Germania dove fu amico della ex famiglia reale e confidente del principe Luigi Ferdinando.
Strachwitz è ricordato per non aver preso parte ai crimini dell'Olocausto, anzi, di aver spesso disobbedito agli ordini di Hitler a compiere rappresaglie contro i civili; alcuni lo considerano, data la sua amicizia con von Kluge e Rommel un membro del complotto contro Hitler, ipotesi scarsamente attendibile anche alla luce del suo rifiuto di compiere l'assassinio, seppur giustificato moralmente e politicamente, del capo di stato.
Hyazinth Graf Strachwitz fu uno dei due soli soldati delle Panzertruppen del Terzo Reich a ricevere la prestigiosa Croce di Cavaliere della Croce di Ferro con Foglie di Quercia, Spade e Diamanti (l'altro fu il colonnello Adelbert Schulz, della 7. Panzer-Division). Per il suo slancio e la sua energia, nonostante la non più giovane età, ebbe sempre grande prestigio tra la truppa e tra gli ufficiali superiori della Wehrmacht e viene ancor oggi considerato uno dei comandanti di unità minore corazzata più brillanti e abili emersi durante la seconda guerra mondiale, degno di stare accanto a nomi come Joachim Peiper, Franz Bäke, Hermann von Oppeln-Bronikowski, Ivan Jakubovskij, Iosif Gusakovskij, Creighton Abrams, Joe Vandeleur.